# Nezahrada
Nezahrada je knižní debut spisovatele René Vaňka s prvky surrealismu a sci-fi. Jedná se o první knihu vydanou českým nakladatelem na základě autorovy předchozí publikace na internetových literárních serverech.

## Stručný obsah
Nezahrada je kontroverzní sbírkou sedmadvaceti expresivně poetických příběhů, které čtenáři předkládá bezejmenný hoch, bydlící spolu se svým dědečkem v izolaci staré zelinářské Zahrady, již není možné jakýmkoliv myslitelným způsobem opustit. Oba dva protagonisté se dennodenně potýkají s nebezpečími nejrůznějšího druhu, panuje mezi nimi napětí pramenící z vynucené kooperace a dědových častých sexuálních výpadů. Vnuk, který si uvědomuje absurdní situaci, v níž se nachází, se pokouší vypátrat příčinu svého uvěznění v bizarním světě staré zahrady, veškerá jeho snaha je ale starým mužem hacena a krutě trestána.